# Ranko Fujisawa
Ranko Fujisawa (藤沢嵐子 Fujisawa Ranko) (21 de julio de 1925 - 22 de agosto de 2013) fue una cantante japonesa de tango.

## Biografía
Su familia vivió las vicisitudes de la Segunda Guerra Mundial, primero en la Manchuria invadida por Japón (hacia donde su familia escapó durante la guerra) y más tarde en el destrozado país tras la derrota de Japón. Con formación clásica y poseedora de una voz educada (hasta los 18 años estudió piano y canto), encontró un precario medio de vida actuando en un club frecuentado por las tropas americanas en el Tokio de la posguerra. Incursionó en la música ligera japonesa, el jazz y los temas hawaiianos al encontrar mayor aceptación entre ese público.
Aunque ya había incluido entre su repertorio varias melodías de tangos europeos, fue con 24 años cuando escuchó por primera vez La cumparsita interpretada por la Orquesta Típica Tokio y sintió con profunda emoción que debía cantar esa música.
A través de Masahiko Takayama, coleccionista de discos de tangos y autor de libros sobre el tema, escuchó temas de Azucena Maizani, Mercedes Simone, Ada Falcón, Libertad Lamarque, Hugo del Carril y Carlos Gardel. Desconociendo el idioma, estudió con el nissei Jorge Minoru Matoba, especialista en folklore sudamericano y principalmente tango, para alcanzar la verdadera entonación de este último.
Por esa época se casó con Shimpei Hayakawa, director de la Orquesta Típica Tokio, quien la incorporó a su orquesta para cantar tangos en castellano.</ref name=ranko> En 1948 cantó su primer tango, "Caminito", acompañada por la orquesta de su marido en Yokohama y en presencia de los marinos de las tripulaciones de dos buques argentinos que acudieron a Japón cargados de trigo hasta la borda atendiendo la petición de ayuda alimentaria de un país hambriento y amenazado de graves desórdenes públicos por esa causa. Aquellos marinos quedaron maravillados y ese primer contacto dio lugar a que Ranko Fujisawa y su marido fueran invitados a visitar y actuar, años después, en Argentina.</ ref name=ranko>
Grabó su primer disco a principios de los años 1950 con la compañía Victor-Japón. En 1953 hizo su primera visita a Buenos Aires, donde pensaba quedarse apenas unos días como turista en una escala del viaje que abarcaba Estados Unidos, México y otros países. Por sugerencia del director de la emisora de radio SIRA, se presentó ante el público porteño debutando en el Teatro Enrique Santos Discépolo (hoy Teatro Presidente Alvear) acompañada por Aníbal Troilo y Roberto Grela, contándose entre los asistentes al presidente de la república, el general Juan Domingo Perón.
Tras esta presentación exitosa, varias emisoras se disputaron su presencia, siendo Radio Splendid la que consiguió que la artista cantara en ella durante un mes. Fue acompañada por la orquesta estable de esta emisora, dirigida por el maestro Víctor Buchino. Regresó a Japón con un contrato de dos meses para el año siguiente en la misma emisora.
En esa nueva visita, en 1954, actuó en el Teatro El Nacional, en un show del Canal 7 y en varios clubes. Durante la estancia grabó varios temas con el sello T.K., entre ellos "Mama...¡Yo quiero un novio!", con la orquesta del maestro Aníbal Troilo, aunque sin la presencia de éste. Este tango fue un gran éxito de la cancionista, una curiosa versión donde mezcla la letra original con otra  en japonés. Más adelante, el 17 de marzo de 1964, lo volvió a grabar con la orquesta de Miguel Caló para el sello Odeon.
Viajó a Argentina por tercera vez en 1956, estrenando en esa ocasión el tema "Recuerdos de Buenos Aires", de Enrique Cadícamo y música de su marido Shimpei Hayakawa. Ese mismo año se editó en Japón una obra autobiográfica titulada Una extranjera en el tango. Su última visita a Sudamérica fue en 1964, actuando en esa ocasión acompañada de la Orquesta Típica Tokio, dirigida por su marido y también acompañada por los cantantes Ikuo Abo y Hideko Auki. Fruto de esta gira fue el disco La Orquesta Típica Tokio en Colombia.
Se retiró definitivamente de la vida artística en 1970, dando un último recital en septiembre de 1991. Su último lugar de residencia conocido es Nagaoka.

## Películas
Intervino en la producción argentina Viaje de una noche de verano (1965).